# Vilhelm Westman
Johan Vilhelm Westman, född 18 juni 1878 i Sjundeå, död 20 juni 1955 i Hangö, var en finländsk företagsledare och riksdagsledamot.
Westman slog sig 1906 ned som advokat i Hangö och fick titeln vicehäradshövding 1908. Han var sedan 1916–1935 stadsfiskal, stadsfogde och justitierådman samt föreståndare för Nordiska föreningsbankens Hangökontor, innan han sistnämnda år blev verkställande direktör för Finska forcit-dynamit Ab, en befattning han hade innehaft på deltid sedan 1919. Westman grundade även 1908 Hangö Bladets tryckeri Ab, sedermera Hangö tryckeri Ab, och satte som ägare sin prägel på tidningen Hangö, som under mellankrigstiden var en högersinnad röst i den finlandssvenska presskören. Han satt 1930–1933 i riksdagen, där han företrädde den Lappovänliga fraktionen inom Svenska folkpartiet.
Westman, som bland mycket annat var mångårig kommodor för Hangö Segelförening, var angelägen om att göra Hangö till landets förnämsta seglingscentrum i stil med Sandhamn i Sverige. Detta förverkligades inte under hans livstid, utan först efter att Porkalaområdet hade återlämnats till Finland 1956.